# XXXLutz

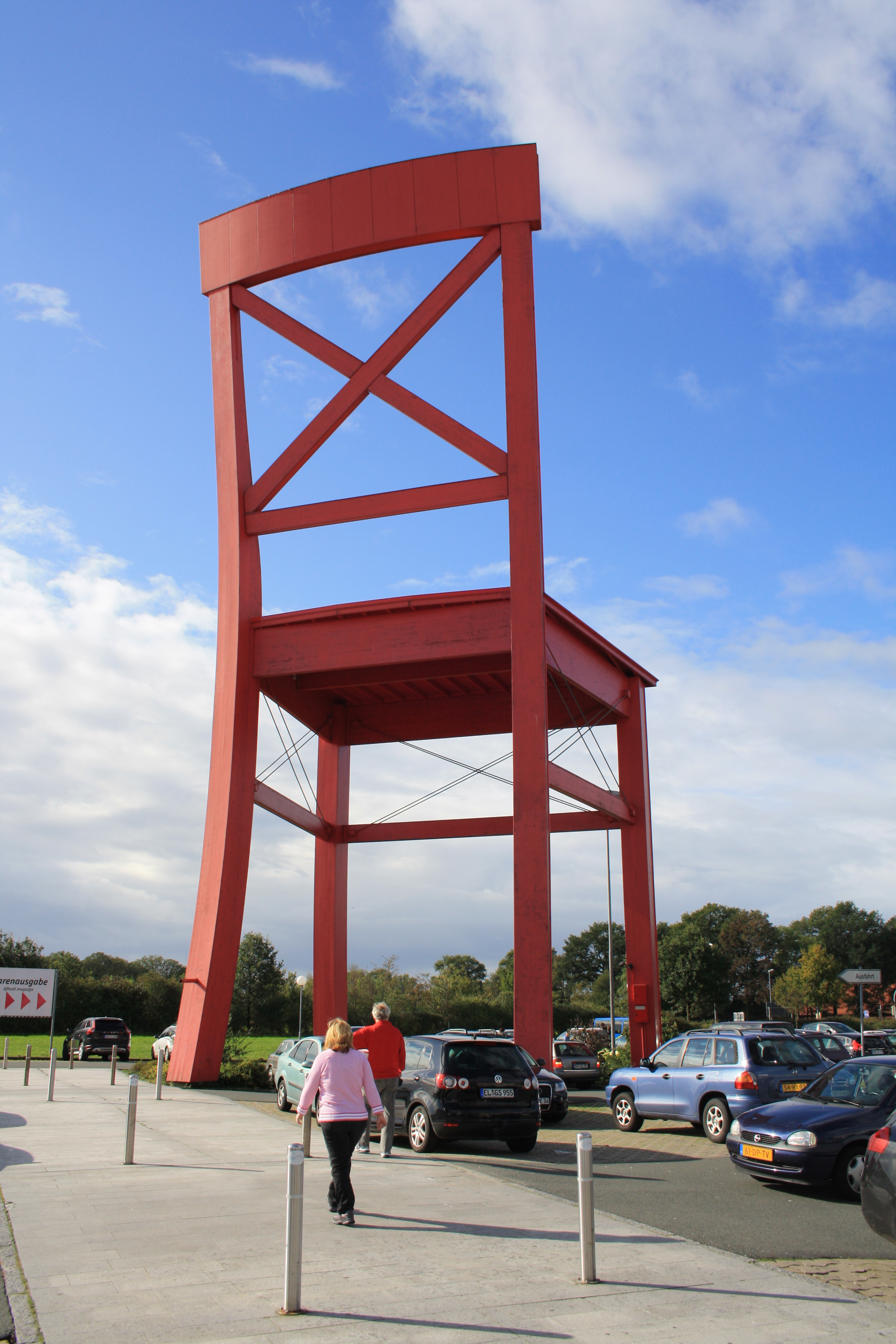
Magazinul din Nordhorn cu scaunul roșu, Logo-ul acestei companii

Grupul XXXLutz este un lanț austriac de magazine de mobilă.
Compania a fost fondată în anul 1945 de austriacul Richard Seifert și de soția sa Gertrude. 
Din februarie 2021, fostele magazine kika din România au fost transformate în unități XXXLutz.